# Georg Lichtenberg (Landrat)
Georg Hermann Carl Ludwig August Lichtenberg (* 7. August 1886 in Hannover; † 23. Januar 1973 in Detmold) war ein deutscher Landrat.

## Leben und Wirken
Nach dem Abitur am Realgymnasium Hannover im Jahre 1906 studierte Georg Lichtenberg an den Universitäten Edinburgh, Heidelberg, München und Göttingen Rechtswissenschaften und wurde am 23. September 1910 Gerichtsreferendar am Oberlandesgericht Celle. Seinen Militärdienst leistete er als Einjährig-Freiwilliger vom 1. Oktober 1910 bis 30. September 1911 beim Dragoner-Regiment Nr. 16 und war im gesamten Ersten Weltkrieg als Soldat – zuletzt als Leutnant der Reserve – eingesetzt.
Er ging nach Kriegsende wieder in die Verwaltung und wurde am 23. Februar 1920 Gerichtsassessor und am 20. Juli 1920 als Regierungsassessor dem Landratsamt Minden zugewiesen. Hier wurde er am 31. Dezember 1922 Regierungsrat und am 15. März 1923 kam der Auftrag zur kommissarischen Verwaltung des Landratsamtes Neustadt am Rübenberge. Die definitive Ernennung zum Landrat war am 4. September 1923.
Am 18. Oktober 1933 nach dem Gesetz zur Wiederherstellung des Berufsbeamtentums in den einstweiligen Ruhestand versetzt, folgte zum 1. November 1933 die Überweisung an die Regierung in Potsdam. Hier wurde er zum 31. Juli 1935 Regierungsrat und als Oberregierungsrat am 1. August 1942 zum Stadtpräsidenten der Reichshauptstadt Berlin versetzt. Der Auftrag zur vertretungsweisen Verwaltung des Landratsamtes Minden kam am 15. Mai 1944. Hier blieb er bis zu seiner Flucht am 4. April 1945. Er wurde von den Amerikanern verhaftet und im Zivilvernehmungslager der 9. US-Armee interniert. Nach seiner Freilassung wurde er Kommunaldezernent bei Regierungsbezirk Minden. Im Entnazifizierungsverfahren am 4. Juli 1947 wurde er entlastet und war anschließend Leiter der Bezirksfeststellungsbehörde des Regierungsbezirks Detmold. Lichtenberg ging am 31. August 1951 in den Ruhestand und betätigte sich anschließend als Rechtsbeistand in Detmold. Vom 1. März 1954 bis zum Jahresende 1956 fungierte er als Vertreter der Interessen des Ausgleichsfonds bei den Beschwerdeausschüssen für den Lastenausgleich beim Regierungspräsidenten in Detmold und nahm in der Zeit vom 1. Februar 1957 bis zum 31. Juli 1957  die Aufgaben des Vertreters der Interessen des Ausgleichsfonds des Landkreises Detmold wahr.
Er stand bis 1933 dem rechten Flügel der DDP nahe. Am 22. Oktober 1937 beantragte er die Aufnahme in die NSDAP und wurde rückwirkend zum 1. Mai desselben Jahres aufgenommen (Mitgliedsnummer 5.315.426).